# Gan Yavne
Gan Yavne (hebreiska: גן יבנה) är en ort i Israel.   Den ligger i distriktet Centrala distriktet, i den centrala delen av landet. Gan Yavne ligger 52 meter över havet och antalet invånare är 14 975.
Terrängen runt Gan Yavne är platt. Runt Gan Yavne är det tätbefolkat, med 331 invånare per kvadratkilometer. Närmaste större samhälle är Ashdod, 5,4 km väster om Gan Yavne. Trakten runt Gan Yavne består till största delen av jordbruksmark.